# Ali Kansuh
Ali Chalil Kansuh (arab. ‏علي قانصوه‎) – libański polityk, jeden z przywódców Syryjskiej Partii Socjalno-Narodowej.
Ali Kansuh urodził się w 1948 r. w rodzinie szyickiej. Ukończył literaturę arabską na Uniwersytecie Libańskim i pracował jako nauczyciel. W 1996 r. wszedł do kierownictwa Syryjskiej Partii Socjalno-Narodowej. W latach 2000–2003 sprawował funkcję ministra pracy w rządzie Rafika al-Haririrego. 13 czerwca 2011 r. został mianowany sekretarzem stanu w rządzie Nadżiba Mikatiego.